# Увельский
Уве́льский — посёлок (ранее посёлок городского типа), центр Увельского района Челябинской области России.
Железнодорожная станция Нижнеувельская на участке Челябинск — Троицк Уральского железнодорожного хода, в 82 км к югу от областного центра города Челябинска, в 7 км восточнее города Южноуральска.

## Этимология
Поселение получило своё название по реке, которое в XVIII веке встречается в формах Увель, Увелга, Уелга и др. Гидроним имеет тюркское происхождение и восходит к сложению: тат. и баш. елка, елька (из елга, йылга) — «река» с уй, уйыл, уел — «низина, углубление, провал», то есть общий смысл — «река текущая по низине», либо же гидроним изначально имел значение просто «река» и образовался из древнетюркского узель, узельге.

## История
Первоначально поселение Нижне-Увельское являлось частью станицы Нижне-Увельской (это поселение впервые упоминается как Нижне-Увельская заимка в 1748 году).
В 1934 году посёлок Нижне-Увельский был переименован в Увельский (одновременно районный центр был переведён на станцию Увельская), а в 1948 году Увельский получил статус посёлка городского типа и вновь стал центром района. В феврале 1992 года статус населённого пункта был понижен до сельского посёлка.

## Население
| 1959   | 1970    | 1979    | 1989  | 2002    | 2010    | 2021    |
| ------ | ------- | ------- | ----- | ------- | ------- | ------- |
| 11 319 | ↘10 536 | ↘10 124 | ↘9756 | ↗10 702 | ↘10 500 | ↗10 747 |

## Экономика
Ведётся добыча огнеупорной и формовочной глин и песка с карьеров Увельского района. 

### Крупные производства
- АО КХП «Злак»;
- ООО «Ресурс»;
- Завод по производству полимерных изоляторов и ОПН АО «Энергия-21» (Входит в состав ПО «Форэнерго»);
- АО «Увельский агропромснаб»;
- АО работников «Народное предприятие «Челябинское рудоуправление»;
- Типография;

Вблизи, в посёлке Каменском расположен завод железобетонных изделий.

## Социальная инфраструктура
В настоящее время в Увельском две общеобразовательные школы:
- Средняя школа № 1 (создана в 1937 году)
- Средняя школа № 2 (создана в 1947 году)

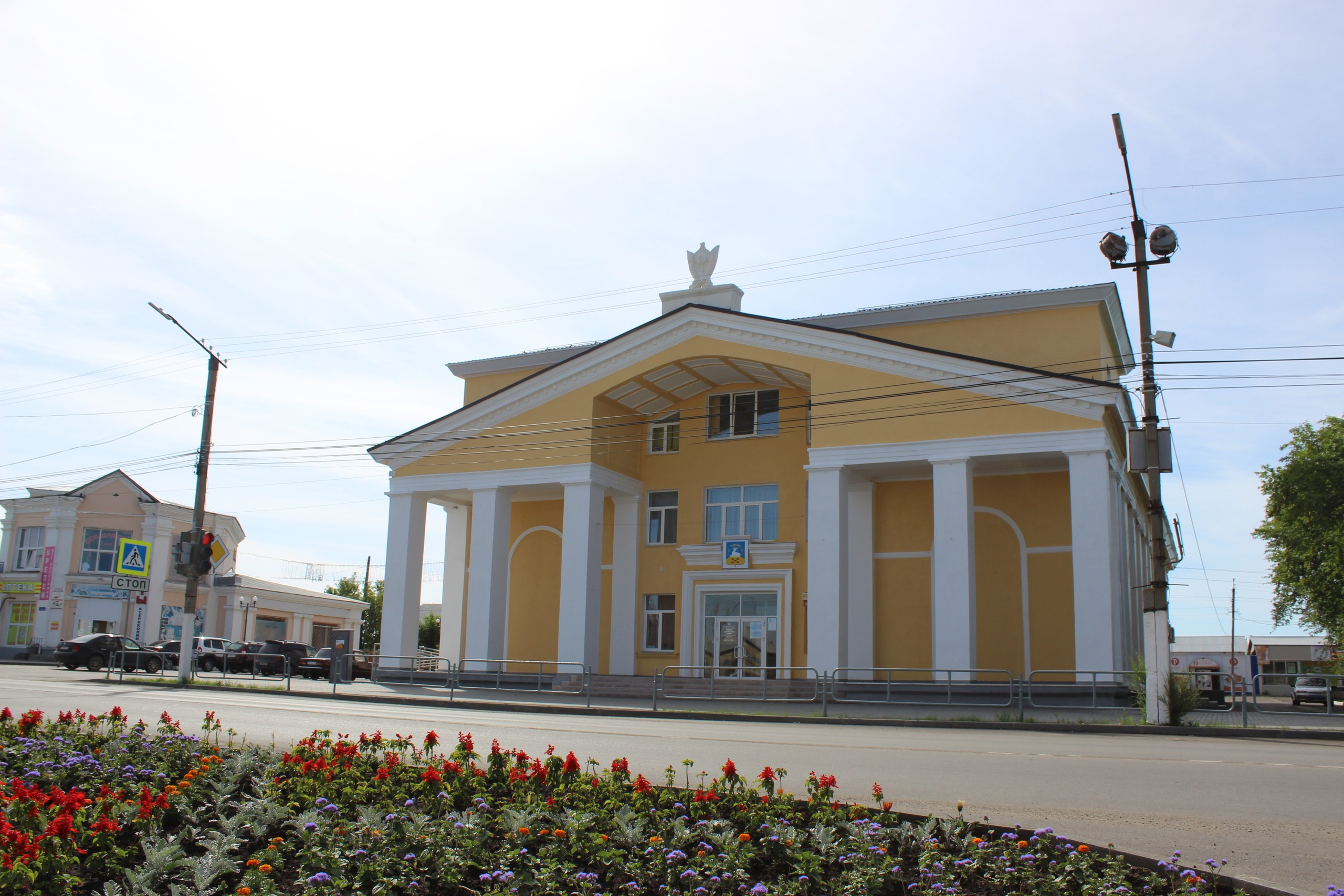
ДК Горняк

Работает 6 детских садов, детская школа искусств, детская художественная школа, библиотека, кинотеатр «Мир», центральная районная больница. В поселке расположен районный краеведческий музей им. М.А.Тренина. В центре поселка расположен районный Дом культуры «Горняк», рядом с которым находится памятник воинской славы в виде установленного на постамент танка Т-80Б.

## Спорт
В посёлке имеется стадион «Олимпийский», на котором в 1999 году прошли 3 всероссийские летние сельские спортивные игры. На базе стадиона существует детско-юношеская спортивная школа. В 2019 году на территории стадиона был построен спортивный зал для занятий самбо. В Увельском родился заслуженный мастер спорта по самбо Владимир Гладких.
Также в 2006 году в посёлке был построен крытый плавательный бассейн «Бриз».

## Религия
До 2016 года в Увельском действовала деревянная церковь Рождества Христова. В 2016 году была построена новая каменная церковь, которая также была освящена в честь Рождества Христова. А старая церковь после этого была переосвящёна во имя пророка и крестителя Иоанна Предтечи. Кроме православных церквей в  посёлке действует махалля-мечеть №2039.